# Gare de Hoppegarten
La gare de Hoppegarten est une gare ferroviaire de la ligne de Prusse-Orientale. Elle est située à Hoppegarten dans le Land de Brandebourg, en Allemagne.
Mise en service en 1870, c'est une gare de la Deutsche Bahn desservie par les trains de la Ligne 5 du S-Bahn de Berlin.

## Situation ferroviaire
La gare se trouve sur le parcours de l'ancienne ligne de Prusse-Orientale, entre les gares de Birkenstein à l'ouest et de Neuenhagen à l'est.

## Histoire
La gare est mise en service le 1er mai 1870 avec deux voies et deux quais latéraux.
À la fin du XIXe siècle, un bâtiment d'entrée est construit pour accueillir les visiteurs se rendant à l'hippodrome tout proche, également connu sous le nom de Kaiserbahnhof. En 1898, une petite voie ferrée reliant Hoppegarten à Altlandsberg au nord est ouverte. Le 1er mai 1911, la gare est renommée Hoppegarten (Mark). En 1923, une deuxième gare terminus distincte avec douze voies sur cinq quais est mise en service au sud-ouest de l'ancienne pour la desserte de l'hippodrome les jours de course. Elle sera fermée puis démolie en 1944.
Le 1er août 1944, la gare actuelle avec un quai central est ouverte avec des voies séparées pour les chemins de fer de banlieue et longue distance.
Le 7 mars 1947, les trains électriques du S-Bahn circulent pour la première fois sur le chemin de fer de l'Est après aménagement de la gare. 
Le trafic de passagers vers Altlandsberg est interrompu en 1965, cependant que le fret est maintenu sur une section de la voie jusqu'après 2000.
De novembre 2007 à mai 2008, la gare fait l'objet d'une transformation avec la construction d'une passerelle pour piétons afin de permettre la liaison au-dessus des voies. Des ascenseurs sont également installés. En 2010, un nouveau quai de 152 mètres de long est inauguré, équipé d'un toit et d'un édicule permettant aux voyageurs de s'abriter. La rénovation complète a coûté environ 2,7 millions d'euros et a été financée par des fonds fédéraux

## Service des voyageurs

### Desserte
La gare est desservie par les trains de la ligne 5 du S-Bahn de Berlin.

### Intermodalité
La gare est en correspondance avec les lignes de bus no 940, 942, 943, 944 et 945.